# 彭澤 (正德進士)
彭澤（1489年—？），字仁卿，號芝田，廣東廣州府南海縣人，軍籍，明朝政治人物。

## 生平
正德八年（1513年）癸酉科廣東鄉試第十二名舉人，十二年（1517年）中式丁丑科會試第一百三十名，二甲第九十八名進士。大理寺觀政，授吏部驗封司主事，改吏部考功司主事，嘉靖三年（1524年）升吏部驗封司員外郎，五年（1526年）升吏部稽勳司郎中，六年（1527年）改吏部文選司郎中，十月改右春坊右諭德，八年（1529年）收掌文書官。八月首辅张孚敬去职，彭泽以其党，被调外任，不久上疏乞休，因自言无过，止以议礼得罪于人，诏令供职如故。九年（1530年）七月升太常寺卿、提督四夷館。十年（1531年）七月因怂恿行人司正薛侃上疏选亲王一人入京为守城王，辅佐東宫，触怒明世宗，薛侃被下狱审讯，牵涉至夏言、户科左给事中孫應奎、户科给事中曹汴，俱下狱，经过审讯，夏言被释放出狱，薛侃纳赎为民，首辅张孚敬被令致仕，彭泽充军遣戍山西。後遇赦释放归乡，卒于家。

## 家族
曾祖彭遇；祖父彭煒；父彭金，典史。前母張氏；母吳氏。嚴侍下。兄彭華、彭昂、彭一舉（貢士）。